# السباحة المقاومة
السباحة المقاومة هي شكل من أشكال تمارين السباحة التي يتم ممارستها إما للأغراض الرياضية أو العلاجية. يمكن ممارسة السباحة المقاومة إما من خلال مقاومة سحب الحبل أو مقاومة تدفق المياه المصطنعة الحركة عن طريق آلة مخصصة بالسباحة.

## تاريخ السباحة المقاومة
تم ممارسة السباحة باستخدام الحبال للمرة الأولى في منتصف القرن العشرين، وخضعت العملية لتطور تدريجي، في البداية تم تقييد السباحين بحبال عادية ثم تم استبدالها بأنابيب داخلية متشابكة مماثلة لنظام عمل الدراجة. في الوقت الحالي، تستخدم الأنظمة الرياضية إما حبال بنجي أو مسارات ملتفة لامتصاص الصدمات لتوفير سباحة مريحة.
إنواع السباحة المقاومة
1. السباحة المقاومة بالحبل: تُطبق السباحة المقاومة من خلال الثبات النسبي بواسطة جهاز تقييد مرن، مثل حزام الخصر أو تقييد الأقدام.[2]
2. النظام المدمج: يتم تطبيق هذا النظام من خلال دمج الحبال التقليدية وآلات السباحة الميكانيكية. يجمع هذا النظام بين مزايا كليهما، مع بعض العيوب.
3. آلة السباحة: شكل آخر من أشكال السباحة المقاومة هو السباحة التي يكون فيها السباح غير مقيد ويتم تحريك الماء عن طريق الأجهزة الميكانيكية، مثل النفاثات أو المراوح أو عجلات المجاذف.